# فرناندو بارسلو
فرناندو بارسلو (اسپانیایی: Fernando Barceló‎؛ زادهٔ ۶ ژانویهٔ ۱۹۹۶) دوچرخه‌سوار اهل اسپانیا است.
از باشگاه‌هایی که در آن بازی کرده‌است می‌توان به تیم دوچرخه‌سواری کوفیدیس و کاخا رورال–سگوروس رخا اشاره کرد.